# Zbigniew Gut
Zbigniew Gut (Wymiarki, 17 aprile 1949 – San Giovanni di Moriana, 27 marzo 2010) è stato un calciatore polacco, di ruolo difensore.

## Carriera
Con la nazionale polacca ha preso parte ai Mondiali 1974, chiusi al terzo posto.

## Palmarès

### Club
- Coppa Piano Karl Rappan: 2

Odra Opole: 1968, 1969

### Nazionale
- Oro olimpico: 1

Monaco di Baviera 1972